# جيمس لويس (لاعب اتحاد الرغبي)
جيمس لويس (بالإنجليزية: James Lewis)‏ هو لاعب اتحاد الرغبي بريطاني، ولد في 20 نوفمبر 1987 في أبرغافني ‏ في المملكة المتحدة.